# Cazu
Cazu ist eines von 9 Parroquias in der Gemeinde Ponga der autonomen Region Asturien in Spanien.
 Die 173 Einwohner (2011) leben in 6 Dörfern nahe dem Naturpark Ponga. San Juan de Beleño, der Verwaltungssitz der Gemeinde liegt 14 km entfernt.

## Sehenswertes
- Naturpark Ponga
- Kirche „Iglesia de Santa María de las Nieves“ in Cazu
- Hórreo in Cazu

## Dörfer und Weiler im Parroquia
- Cazu – 21 Einwohner 2011 43° 15′ 44″ N, 5° 12′ 41″ W
- Sellañu – 78 Einwohner 2011 43° 15′ 25″ N, 5° 12′ 6″ W
- Priesca – 18 Einwohner 2011
- Tribiertu – 14 Einwohner 2011 43° 15′ 20″ N, 5° 12′ 21″ W
- Ambingue – 34 Einwohner 2011 43° 15′ 37″ N, 5° 13′ 18″ W
- Los Lladeros – 8 Einwohner 2011